# Josef Dastich
Josef Dastich (27. února 1835 Čimelice – 21. března 1870 Praha) byl český filozof, představitel herbartismu.

## Život
Pocházel z rodiny chudého sedláře. Už od dětství byl velmi nadaný, ale na studium neměli jeho rodiče peníze. Až s podporou místního faráře Václava Stropnického se podařilo, aby po přípravném kurzu němčiny mohl nastoupit na hlavní školu a později i gymnázium v Písku. I tam byl jedním z nejlepších studentů, oblíbeným u pedagogů.
Po maturitě v roce 1855 začal studovat matematiku, fyziku, přírodopis a filozofii na filozofické fakultě v Praze. Největší vliv tam na něj měl profesor Robert Zimmermann, který jej přivedl k Herbartově filozofii. S Zimmermannem se spřátelil, často spolu chodili na výlety a diskutovali. Když pak profesor odešel do Vídně, stal se hlavním Dastichovým učitelem Wilhelm Volkmann. Během studií zápasil s nedostatkem prostředků, k živobytí si pomáhal doučováním. Přesto patřil k nejlepším studentům. Když univerzita v roce 1857 vypsala cenu za práci v oboru filozofie (zadaným tématem bylo učení Seneky, jeho vztah ke stoicismu a křesťanství), vyhrál ji právě Dastich. Předána mu byla v červenci 1858 a následujícího roku ukončil studium státní zkouškou.
Jako absolvent získal místo kandidáta (učitele ve zkušební době) a později suplenta na malostranském gymnáziu. V roce 1861 měl nastoupit jako profesor gymnázia v Žatci, ale nakonec se rozhodl zůstat v Praze a připravit se na titul docenta filozofie. Bylo to odvážné rozhodnutí kvůli finančním nákladům – zpravidla to totiž znamenalo řadu let studia a práce s velmi nízkým příjmem. Habilitoval se v dubnu 1861 spisem Schillerovy práce filozofické, zejména estetické a v druhé polovině roku už přednášel, a to především v češtině. Jeho kurzy se těšily velkému zájmu; navštěvovali je např. Otakar Hostinský, Julius Zeyer, Jaroslav Goll, Josef Kalousek nebo Jakub Hron Metánovský. Roku 1863 byl jmenován doktorem filozofie a byl přijat za mimořádného člena české učené společnosti. O dva roky později získal stipendium císařovny Alžběty, na jehož základě strávil čtyři měsíce studiem německé filozofie v Heidelbergu, Curychu a Göttingenu. Po návratu do Prahy byl jmenován profesorem. Udržoval kontakt se svými německými učiteli a podnikal cesty po Německu (roku 1869 navštívil Lipsko, Výmar, Berlín, Hamburk, Kiel). Zemřel po dlouhotrvající neléčené nemoci na zánět pohrudnice a pobřišnice. Byl pohřben na Olšanských hřbitovech.
Převaha rozumu nad emocemi byla podstatou jeho filozofických názorů i praktických životních postojů. Lákaly ho přírodní vědy, mimo jiné i svou exaktností a logikou, zato například hudba ho vůbec neoslovovala. Mezi studenty i kolegy byl oblíbený, ale mnozí byli dotčeni jeho okázalou chladností k věcem, které jiné přiváděly k nadšení. Obětavě pomáhal svému mladšímu bratrovi a podporoval ho, i když sám často neměl dostatek.

## Dílo
Od roku 1861 publikoval články v časopisech, a to česky i německy. Například v Musejníku uveřejnil text O poměru filosofického hloubání ku zkoumání empirickému. Do časopisu Živa napsal o galvanickém proudu. Pro českou učenou společnost uspořádal přednášku o Tomáši ze Štítného, jeho názorech na krásu a na poměr víry a rozumu. V roce 1863 vydal své největší dílo Základové praktické filosofie ve smyslu všeobecné ethiky, po dlouhé době první českou filozofickou práci. Zabýval se tu i estetikou, přičemž bezvýhradně přijal postoj Herbarta („poměr krásy k dobru ten jest, že je dobro jakoby krásou vůle”).
Aby pomohl svým bývalým kolegům a žákům, kteří vyučovali na středních školách, začal vydávat vědecký časopis Krok pro potřeby gymnázií a reálek; spolupracovníky mu byli Eduard Novotný a František Jan Zoubek. Sám se staral především o část filozofickou; zveřejnil tu např. články Věda a život, Několik slov o imponderabiliích, O původu klamů a mamů smyslných. Časopis ovšem po dvou letech zanikl.
Dastich také přispíval filozofickými hesly do Riegrova Slovníku naučného a studoval čarodějnické procesy v Čechách. Psal i články do německého časopisu Zeitschrift für exacte Philosophie. Jeho vydavatel, známý herbartovec Friedrich Heinrich Theodor Allihn, si jeho podpory tomuto myšlenkovému směru velmi vážil. V Čechách byla oceňována třídílná Filosofická propedeutika – Formální logika, Empirická psychologie a Úvod do studia filosofie, vydaná r. 1867 u Františka Skrejšovského.

## Význam

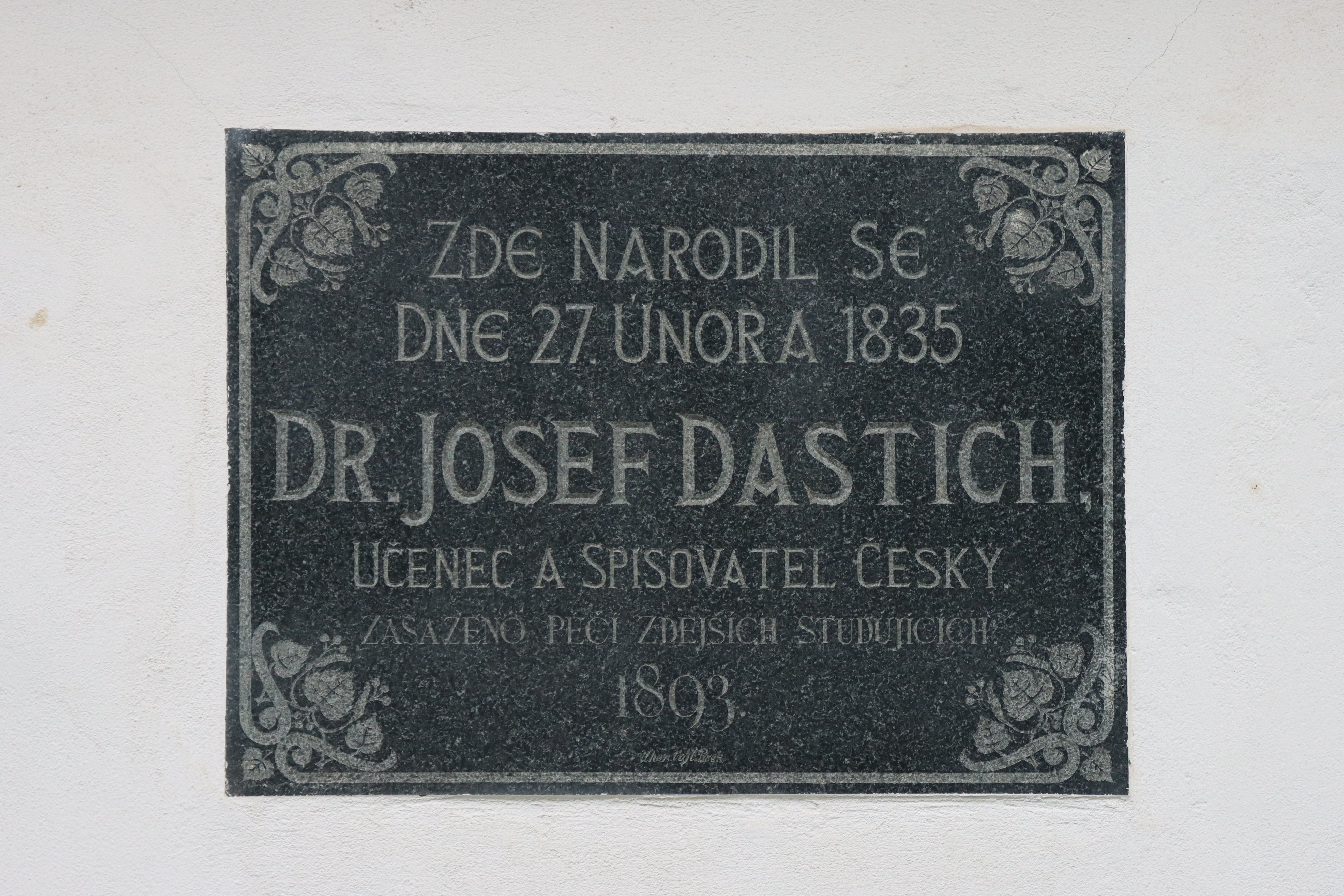
Pamětní deska na rodném domě v Čimelicích

Dastich nepatřil k originálním myslitelům. Jeho hlavní zásluha je v tom, že přinesl evropské (zejména německé) filozofické myšlení do Čech a významně přispěl k vytvoření českého názvosloví.